# Limbadi
Limbadi (griechisch Λιβάδι Livadi) ist eine süditalienische Gemeinde (comune) mit 3215 Einwohnern (Stand 31. Dezember 2023) in der Provinz Vibo Valentia in Kalabrien. Die Gemeinde liegt etwa 17 Kilometer südwestlich von Vibo Valentia. Bis zum Tyrrhenischen Meer sind es etwa 5 Kilometer in westlicher Richtung. Limbadi grenzt unmittelbar an die Metropolitanstadt Reggio Calabria.

## Geschichte
Die Gemeinde verdankt ihre Existenz dem Wiederaufbau der Gemeinden nach dem Erdbeben von 1783.
2019 war Limbadi der Schwerpunkt der Antimafiakampagne Rinascita-Scott, da hier der Schwerpunkt des Mancuso-Clans der ’Ndrangheta verortet wurde.